# 希波墨涅斯
希波墨涅斯也可能指：雅典传说中雷蒙的父亲。

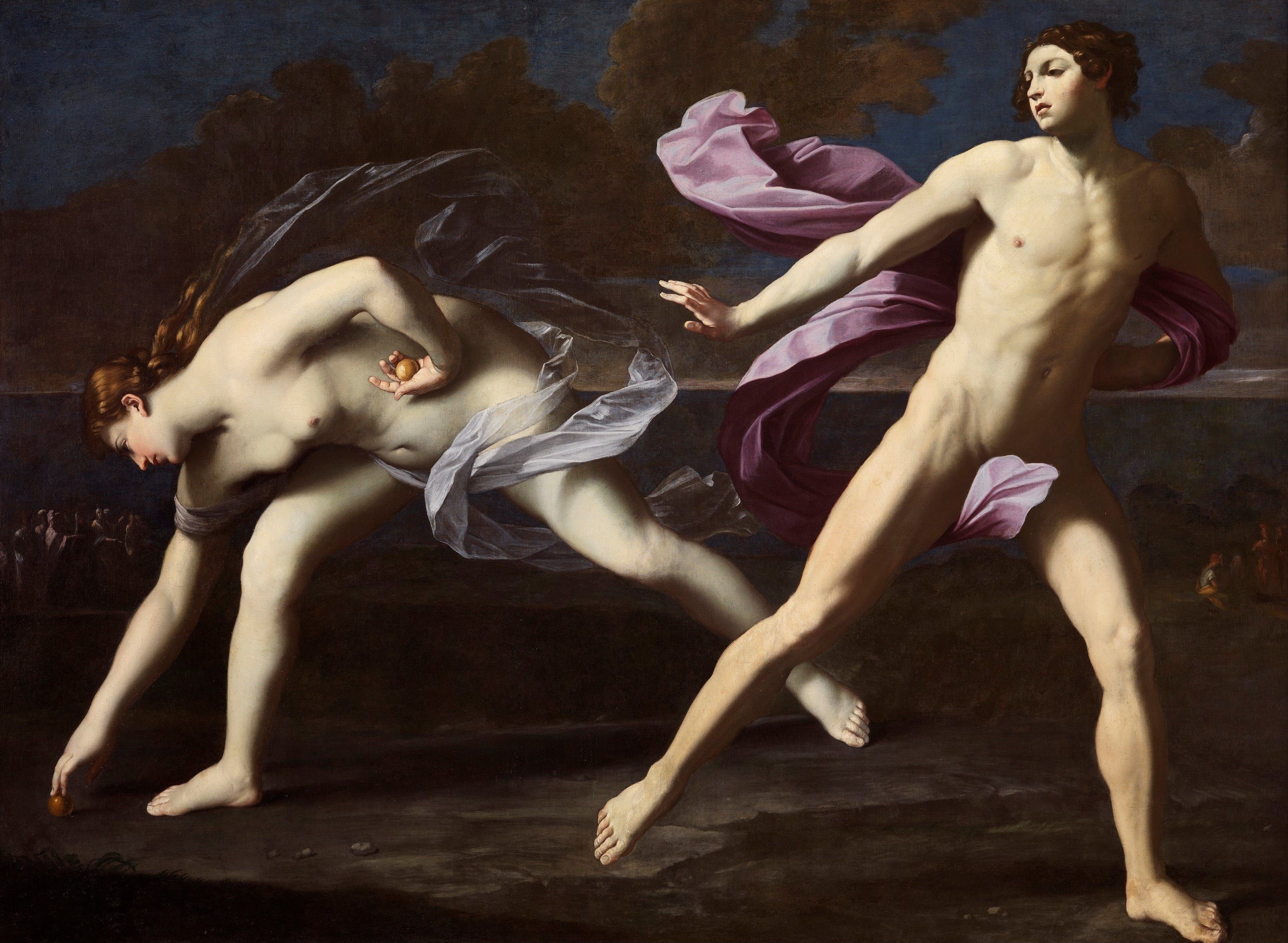
吉多·雷尼画作：《阿塔兰忒和希波墨涅斯》

希腊神话中，希波墨涅斯（英语：Hippomenes; 古希腊语：Ἱππομένης ），又名Melanion （ /məˈlæniən/; μελανίων 或 μειλανίων），是阿卡狄亚地区安菲达玛斯或翁切斯图斯国王梅加鲁斯的儿子，猎人阿塔兰忒的丈夫。希波墨涅斯是喀戎的门徒之一，并且比其他门徒更渴望接受艰难的挑战。据铭文记载，他是卡吕冬狩猎中，参与围猎行动的希腊英雄之一。

## 神话

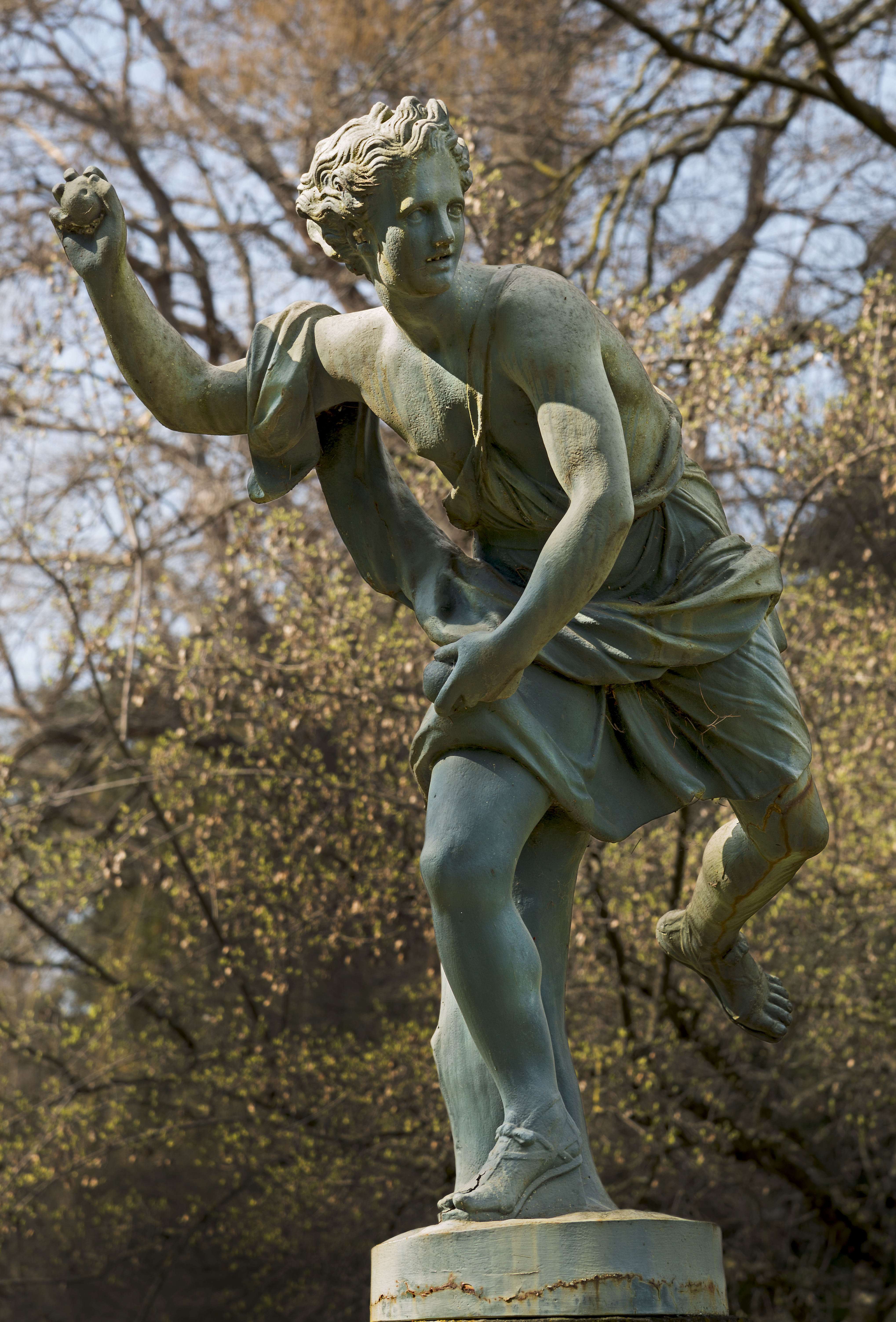
希波墨涅斯雕像，老纪尧姆·库斯托的作品

由伪阿波罗多洛斯、奥维德、塞维乌斯、和希吉努斯叙述的希波墨涅斯求爱阿塔兰忒的主要神话如下。

希波墨涅斯爱上了善于疾走的女猎手阿塔兰忒。但阿塔兰忒并不愿结婚，在收到有关结婚的神谕后，她宣布：想娶她的人必须在赛跑中击败她，但是输给她的人会被立即处死。在另一个版本的故事中，阿塔兰忒的父亲希望她结婚，但她并未顺从。她同意与追求者赛跑，因为她认为自己永远不会输。
阿塔兰忒击败了所有的追求者，独独输给了希波墨涅斯。但希波墨涅斯并非真正跑赢了阿塔兰忒，他是靠狡猾取胜的：希波墨涅斯知道，若公平竞争，自己一定跑不过阿塔兰忒，遂向爱神阿佛洛狄忒求助（而阿佛洛狄忒也不喜欢阿塔兰忒对爱情的忽视）。
于是，阿佛洛狄忒给了希波墨涅斯三个金苹果（根据奥维德的记载，这些苹果来自在塔马苏斯和塞浦路斯的神圣苹果树  ；而根据塞维乌斯的说法，则来自赫斯珀里得斯的花园）。阿佛洛狄忒要他分三次扔掉苹果，以分散阿塔兰忒的注意力。比赛中，希波墨涅斯先后扔掉了两个苹果，但阿塔兰忒再次领先了他；但当她停下来捡拾第三个苹果时，希波墨涅斯赢得了比赛。他用了所有的金苹果、拼尽全力奔跑，最终成功赢得了比赛，也赢得了阿塔兰忒。
在前往希波墨涅斯家乡的途中，阿塔兰忒和希波墨涅斯在供奉地母神库柏勒的一座神庙里发生了性行为，被库柏勒变成了狮子作为惩罚（希腊人认为狮子不能与其他狮子交配，只能与豹子交配）。奥维德和塞维乌斯认为，希波墨涅斯曾向帮助他的阿佛洛狄忒承诺，会给她贡品作为回报，但事成之后却忘记了此事。因此，两人在库柏勒神庙停留期间，是阿佛洛狄忒有意让他们欲火焚身、发生性关系，她知道这会冒犯库柏勒。库柏勒（根据许吉努斯的说法，则是宙斯）也确实惩罚了二人，将他们变成了狮子。此后，作为狮子的阿塔兰忒和希波墨涅斯负责拉着库柏勒的战车，塞维乌斯将其等同于地球本身。
根据其他记载，希波墨涅斯是包色诺包伊斯（又译帕特诺帕奥斯）的父亲。还有人说，阿塔兰忒在与希波墨涅斯结婚之前，曾与战神阿瑞斯或梅勒阿格生下一子。

## 备注
1. ↑  "Melanion" is used by Apollodorus, 3.9.2, Pausanias, 3.12.9; "Meilanion" occurs at Xenophon (On Hunting 1.2 & 7); "Hippomenes" occurs in Theocritus, Idyll 3.40; Euripides (as noted in the Bibliotheca l. c.; Euripides' work in question hasn't survived) and in most Roman authors. Ovid in Ars Amatoria (2.188) and Propertius, Elegies 1.1.9, use Milanion, apparently the Latin spelling for "Meilanion". It may have been that Melanion, son of Amphidamas, and Hippomenes, son of Megareus, were two distinct figures appearing in the same role interchangeably.
2. 1 2  Apollodorus, 3.9.2
3. ↑  Ovid, Metamorphoses 10.605; Hyginus, Fabulae 185
4. ↑  Xenophon, On Hunting 1.2 & 7
5. ↑  Corpus Inscriptionum Graecarum 8139 & 8185a
6. ↑  Ovid, Metamorphoses 10.560–707
7. ↑  Servius, Commentary on Virgil's Aeneid 3.113
8. ↑  Hyginus, Fabulae 185
9. ↑  Ovid, Metamorphoses 10.644
10. ↑  Apollodorus, 3.6.3; Pausanias, 3.12.9
11. ↑  Hyginus, Fabulae, 70, 99, 270 for Meleager; Ares suggested as a possibility in the Bibliotheca 3. 9. 2